# Nungu (langue)
Pour les articles homonymes, voir Nungu.
Le nungu, aussi appelé lindiri, rendre, rindiri, rindre ou wamba, est une langue nigéro-congolaise parlée au centre du Nigeria.

## Utilisation
Le nungu est parlé par environ 50 000 personnes en 1999, principalement dans l'État de Kaduna (zones de gouvernement local (Local government area ou LGA) de Jema'a, Kaura, et Sanga), l'État de Nassarawa (LGAs d'Akwanga, Nasarawa Egon, et Wamba) et l'État de Plateau (LGAs de Riyom et Bokkos).
Certains de ses locuteurs utilisent aussi le haoussa.

## Dialectes
Les dialectes du rindre et du gudi ont été recensés,.